# Matias Ponce
Matias „Mati“ Ponce (* 2. September 1989 in Toledo, Ohio) ist ein US-amerikanisch-mexikanischer Schauspieler.

## Leben
Ponce wurde am 2. September 1989 in Toledo geboren. Seine Mutter ist US-amerikanisch-mexikanischer Abstammung, sein Vater stammt aus Mexiko. Er ist bilingual mit Englisch und Spanisch als Muttersprachen aufgewachsen. Erste Erfahrungen mit dem Schauspiel sammelte er in Theaterclubs. Mit 16 Jahren nahm er an einem Talentwettbewerb namens AMTC in Orlando teil. Ab 2011 folgten Theaterengagements im Raum Los Angeles.
Eine erste Fernsehrolle erhielt Ponce 2010 in einer Episode der Fernsehserie Lie to Me. Danach folgten Rollen in Kurzfilmen sowie Episodenrollen in den Fernsehserien Victorious und Sam & Cat. 2015 spielte er im Mockbuster Flight World War II – Zurück im Zweiten Weltkrieg die größere Rolle des Daniel Prentice, der verhindern will, dass ein Hochgeschwindigkeitszug mittels einer Bombe zerstört wird. Im selben Jahr spielte er in einer Episode der Fernsehserie  Rizzoli & Isles sowie eine Nebenrolle in The Last Trip. 2016 stellte er in den Fernsehserien Criminal Minds: Beyond Borders, The Mindy Project und Game Shakers – Jetzt geht’s App jeweils Episodenrollen dar. Ab 2017 war er wieder verstärkt in Kurzfilmproduktionen zu sehen. 2023 spielte er im Film Echo Base die Rolle des Sebastian Diaz.

## Filmografie (Auswahl)
- 2010: Lie to Me (Fernsehserie, Episode 2x19)
- 2010: Big Bully Bank (Kurzfilm)
- 2011: Night Without Day (Kurzfilm)
- 2011: Kidnap & Rescue (Fernsehserie)
- 2011: Tonight's the Night (Kurzfilm)
- 2013: Victorious (Fernsehserie, Episode 4x13)
- 2013: Straight Down Low (Kurzfilm)
- 2013: Coyote
- 2013: Sam & Cat (Fernsehserie, Episode 1x09)
- 2013: Our Boys
- 2014: Narratives (Fernsehserie, Episode 1x03)
- 2015: The Last Trip
- 2015: Flight World War II – Zurück im Zweiten Weltkrieg (Flight World War II)
- 2015: Rizzoli & Isles (Fernsehserie, Episode 6x06)
- 2016: Red Christmas (Kurzfilm)
- 2016: Here in the East
- 2016: Primitive Technology (Kurzfilm)
- 2016: Criminal Minds: Beyond Borders (Fernsehserie, Episode 1x11)
- 2016: Lopez (Fernsehserie, Episode 1x05)
- 2016: The Mindy Project (Fernsehserie, Episode 4x19)
- 2016: Game Shakers – Jetzt geht’s App (Game Shakers, Fernsehserie, Episode 2x02)
- 2016: Dead Man's Sandwich (Kurzfilm)
- 2017: Meat Puppet: The Filmed Experience
- 2018: Broken Sunflower Hearts (Kurzfilm)
- 2019: Chalino (Kurzfilm)
- 2020: Cirqueros (Kurzfilm)
- 2020: Acuitzeramo (Kurzfilm)
- 2021: R#J
- 2022: Sweetest Day – Proof of Concept (Kurzfilm)
- 2023: Echo Base

## Theater (Auswahl)
- Anna In The Tropics
- O-Dogg: An Angelino Take on Othello, REDCAT/Brisa Areli Muñoz
- Zoot Suit, Mark Taper Forum/Luis Valdez
- Dominica: The Fat Ugly Ho, Studio/Stage/Gary Perez
- Handball, SummerStage/Brenda Banda
- Faith: Part 1 of A Mexican Trilogy, LATC/Jose Luis Valenzuela
- Short Eyes, LATC/Julian Acosta
- Wait Until Dark, Group Repertory Theatre
- The Gingerbread Lady, Monterey Park Library
- Rabbit Hole, Toledo Repertoire
- Crucible, Toledo Repertoire